# Chowder
Chowder là một loại súp hoặc món hầm thường được chuẩn bị với sữa hoặc kem sữa và được làm đặc hơn bằng bánh quy giòn, bánh quy cứng  nghiền, hoặc roux. Biến thể của chowder có thể là hải sản hoặc rau. Bánh quy giòn như bánh quy hàu hoặc muối có thể đi kèm với các hợp chất như một mặt hàng phụ, và các miếng bánh quy có thể được thả trên đĩa. Chowder nghêu New England thường được làm với nghêu xắt nhỏ và khoai tây thái hạt lựu, trong một hỗn hợp kem và sữa, thường với một lượng nhỏ bơ. Các loại hợp chất phổ biến khác bao gồm chowder hải sản, bao gồm cá, nghêu và nhiều loại động vật có vỏ khác; thịt cừu hoặc cheal thịt bê làm bằng lúa mạch;chowder ngô, sử dụng ngô thay vì nghêu; một loạt các chowder;  và chowder khoai tây, thường được làm bằng phô mai. Chowder cá, chowder ngô, chowder cừu và đặc biệt là chowder nghêu là phổ biến ở các khu vực Bắc Mỹ của New England và Atlantic Canada.
Đa số người Việt gọi chowder và các loại súp khác đều là súp.

## Từ nguyên học

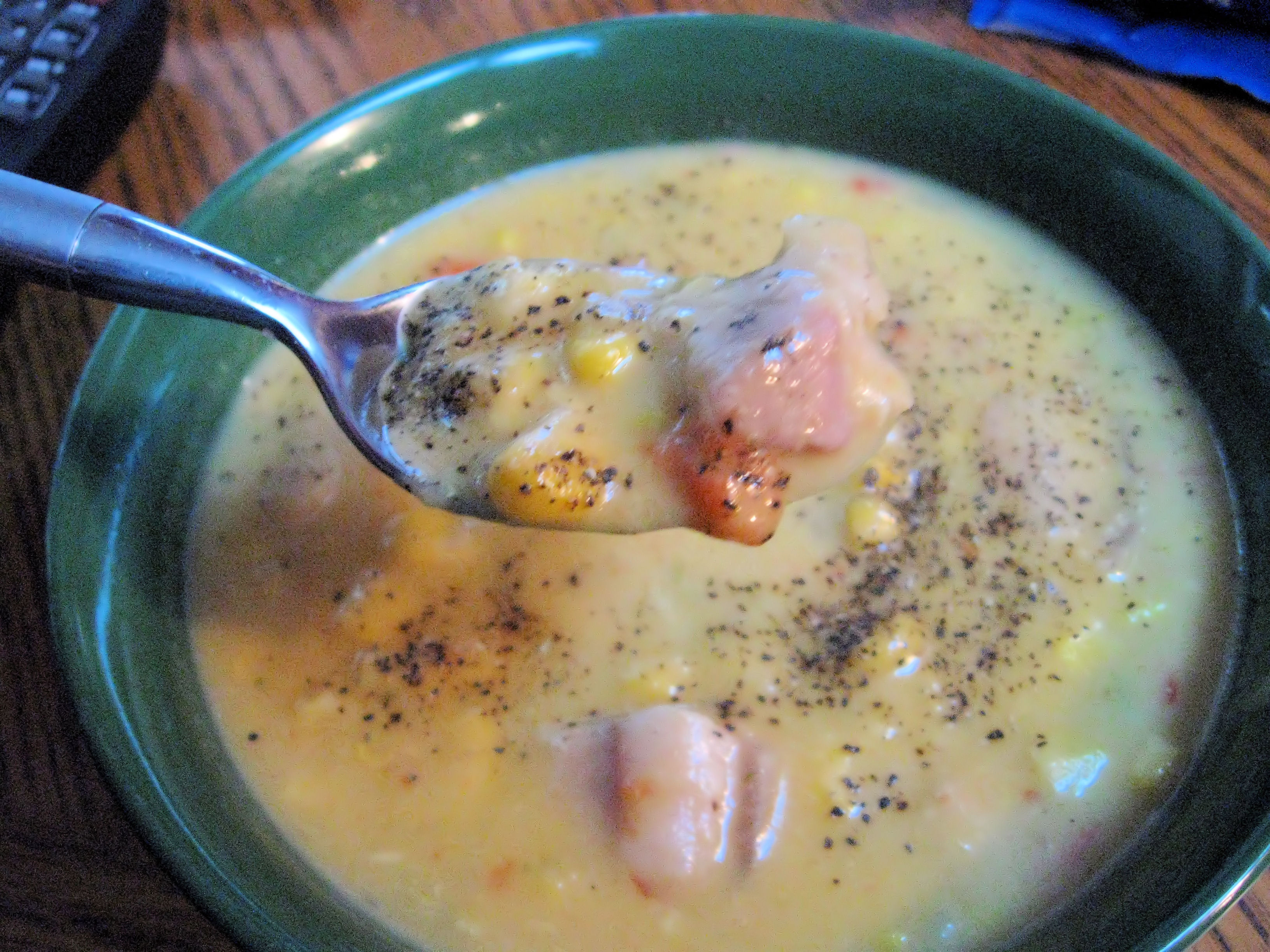
Khoai tây và bột ngô

Nguồn gốc của thuật ngữ chowder là tối nghĩa. Một nguồn có thể là từ tiếng Pháp chaudron, từ tiếng Pháp có nghĩa là vạc, loại bếp nấu hoặc bếp sưởi mà trên đó các hợp âm đầu tiên có thể được nấu. Dodier cũng là một tên cho một nồi nấu trong ngôn ngữ Creole của các đảo Caribbean của Pháp: Crab pas mache, li pas gras; li mache touop, et li tomber nans chodier ("nếu một con cua không đi bộ, anh ta không bị béo, nếu anh ta đi bộ quá nhiều, anh ta rơi vào nồi nấu"). Cũng lưu ý các món cá và động vật có vỏ của Bồ Đào Nha, Brazil, Galicia và Basque được gọi là caldeirada có vẻ như có từ nguyên tương tự. Một nguồn có thể khác của từ "chowder" có thể là món ăn của Pháp có tên là chaudrée (đôi khi được đánh vần là chauderée), một loại súp cá dày từ các vùng ven biển của Charente-Maritime và Vendée. Một từ nguyên khác có thể là từ tiếng Quebecois tiếng Pháp, trong đó chaudière có nghĩa là "cái xô".
Mặc dù vào thế kỷ thứ mười sáu ở Cornwall và Devon, một từ phương ngữ "jowter" đã được sử dụng để mô tả người bán hàng rong, đặc biệt là người bán cá, với các biến thể sau này là "chowder" và "chowter", từ này không được trích dẫn bởi Từ điển tiếng Anh Oxford như một nguồn có thể do tranh cãi liên quan đến nguồn gốc của món ăn. Trích dẫn sớm nhất mà OED đưa ra cho từ được sử dụng theo nghĩa hiện tại của món hầm cá là người Mỹ. Cách sử dụng khác chứng thực việc sử dụng nó ở Anh vào giữa thế kỷ 18 là trong một cuốn tiểu thuyết của Tobias Smollett, trong đó một trong những nhân vật nói, "Đầu tôi hát và giả lập như một nồi thuốc". Một thủy thủ Manx trong hồi ký của mình đề cập đến một bữa ăn được thực hiện trên một con tàu của Anh trong chuyến đi qua vùng biển Caribbean năm 1786: ".... chúng tôi thường phục vụ một mớ hỗn độn gọi là chowder, bao gồm hỗn hợp cá tươi, thịt lợn muối, giã nhỏ bánh quy và hành tây, và khi được tẩm ướp và hầm, chúng tôi thấy đó là một món ăn ngon tuyệt vời. "  Sách dạy nấu ăn của thời kỳ này bao gồm các công thức nấu ăn cho "Chowder, một món ăn biển". Vào năm 1830, một món nướng kiểu Anh được làm từ cá hồi và khoai tây được gọi là chowder.
Trong từ điển của Merriam-Webster, chowder được định nghĩa là "một món súp hoặc món hầm dày làm từ hải sản hoặc ngô với khoai tây và hành tây và sữa hoặc cà chua".

## Lịch sử
Chowder như được biết đến ngày nay có nguồn gốc như một món ăn trên tàu, và được làm dày bằng việc sử dụng hardtack.  Chowder được đưa đến Bắc Mỹ với những người nhập cư từ Anh và Pháp và những người đi biển hơn 250 năm trước và trở nên phổ biến như một món ăn ngon, và bây giờ là một món ăn được sử dụng rộng rãi vì nó rất đơn giản để chế biến.
Năm 1890, trên tạp chí American Notes and Queries, người ta nói rằng món ăn này có nguồn gốc từ Pháp. Trong số những người định cư Pháp ở Canada, người ta thường chế biến nghêu và cá trong các món ăn với thịt xông khói, bánh quy biển và các thành phần khác trong một cái xô gọi là "chaudière", và do đó nó đã được phát minh ra. Sau đó, người Mỹ bản địa đã chấp nhận nó là "chawder", sau đó bị biến thành "chowder" bởi Yankees.
Ở Hoa Kỳ, việc sản xuất chowder sớm được bắt nguồn từ New England. Đó là một bát chowder sôi sùng sục bên bờ biển được cung cấp ở dạng cơ bản "duy trì cơ thể và tâm trí   - một dấu ấn của lò sưởi và gia đình, cộng đồng, gia đình và văn hóa ". Đây là một loại thực phẩm phát triển dọc theo bờ biển New England như một" quán rượu "của những thứ đơn giản, rất cơ bản và nấu chín đơn giản. Đó là một món ăn đơn giản của muối và hạt tiêu, khoai tây và hành tây, thịt lợn và cá, kem và bánh quy cứng, và không phải là một món ăn tinh vi của giới thượng lưu. Sự đơn giản của nó làm cho nó hấp dẫn và nó trở thành một món ăn của người Anh, và công thức yêu thích của họ là "bậc thầy chowder"  "Chowder một cách tượng trưng, chức năng, ghi nhớ hoặc năng động" đã trở thành một phương tiện mạnh mẽ để người Anh mới tự xác định mình là một cộng đồng, một cộng đồng giàu có với quá khứ sâu sắc và giá trị phân biệt khu vực của họ với tất cả những người khác. đã tồn tại ở đó trong một thời gian dài và thấm nhuần văn hóa cộng đồng. Etta M. Madden và Martha L. Finch quan sát rằng chowder cung cấp "những ký ức nội tạng mang lại cảm giác quen thuộc, thoải mái và liên tục".
Một công thức được xây dựng và xuất bản vào năm 1894 bởi Charles Ranhofer, một đầu bếp nổi tiếng của nhà hàng Delmonico, được gọi là "Chowder de Lucines" và có các thành phần thịt lợn, nghêu, khoai tây (được cắt thành cỡ bảy phần mười sáu inch), hành tây, rau mùi tây, cà chua, bánh quy giòn trang trí bởi húng tây, muối và hạt tiêu. Những người khác trong cùng một gia đình, khác hoàn toàn với món nghêu New England, là: "Phong cách chợ Fulton", được giới thiệu vào năm 1904 và được làm từ nghêu, cà chua, tiêu, đinh hương, ớt đỏ và sốt Worcester; một "Rau ngao rau" được giới thiệu vào năm 1929 và được làm từ nghêu, hành tây xắt nhỏ, cà rốt thái hạt lựu, cà chua hầm, và húng tây; "Coney Island Clam Chowder";    "New York Clam Chowder";    và "Manhattan Clam Chowder", một mục cuối sau năm 1930.
Trong hầu hết các trường hợp, đặc biệt là ở các tỉnh hàng hải, chowder Canada mỏng hơn và nhiều hải sản hơn so với các đối tác Mỹ ngon hơn.

## Các loại
Chowder là một món súp với kem hoặc sữa trộn với các thành phần như khoai tây, ngô ngọt, cá tuyết hun khói, nghêu và tôm, v.v. Một số hợp chất kiểu kem không sử dụng kem, và thay vào đó được chuẩn bị bằng sữa và roux để làm dày chúng. Một số biến thể phổ biến là nghêu và khoai tây; hải sản Chowder; gia vị chdock chowder; Chowder cá Ailen với bánh mì soda; tôm càng xanh; nghêu với cá tuyết; Chowder bên bờ biển Anh với nghệ tây; chowder hun khói dày; Vỏ ốc ánh sáng của Raymond Blanc; New clam chowder kiểu Anh với vụn bánh mì giòn giòn; hun khói hun khói với tỏi tây và bỏng ngô; ngao, đậu rộng và salami chowder; và nhiều thứ khác nữa. Hầu như luôn luôn, bất kể loại nào, chowder được trang trí hoặc mặc quần áo với hẹ xắt nhỏ. Chowder có thể là một thực phẩm thoải mái,  đặc biệt là trong những tháng mùa đông được phục vụ với một miếng bánh ngô hoặc bơ sữa ngon.

### Chowder cá Bermuda

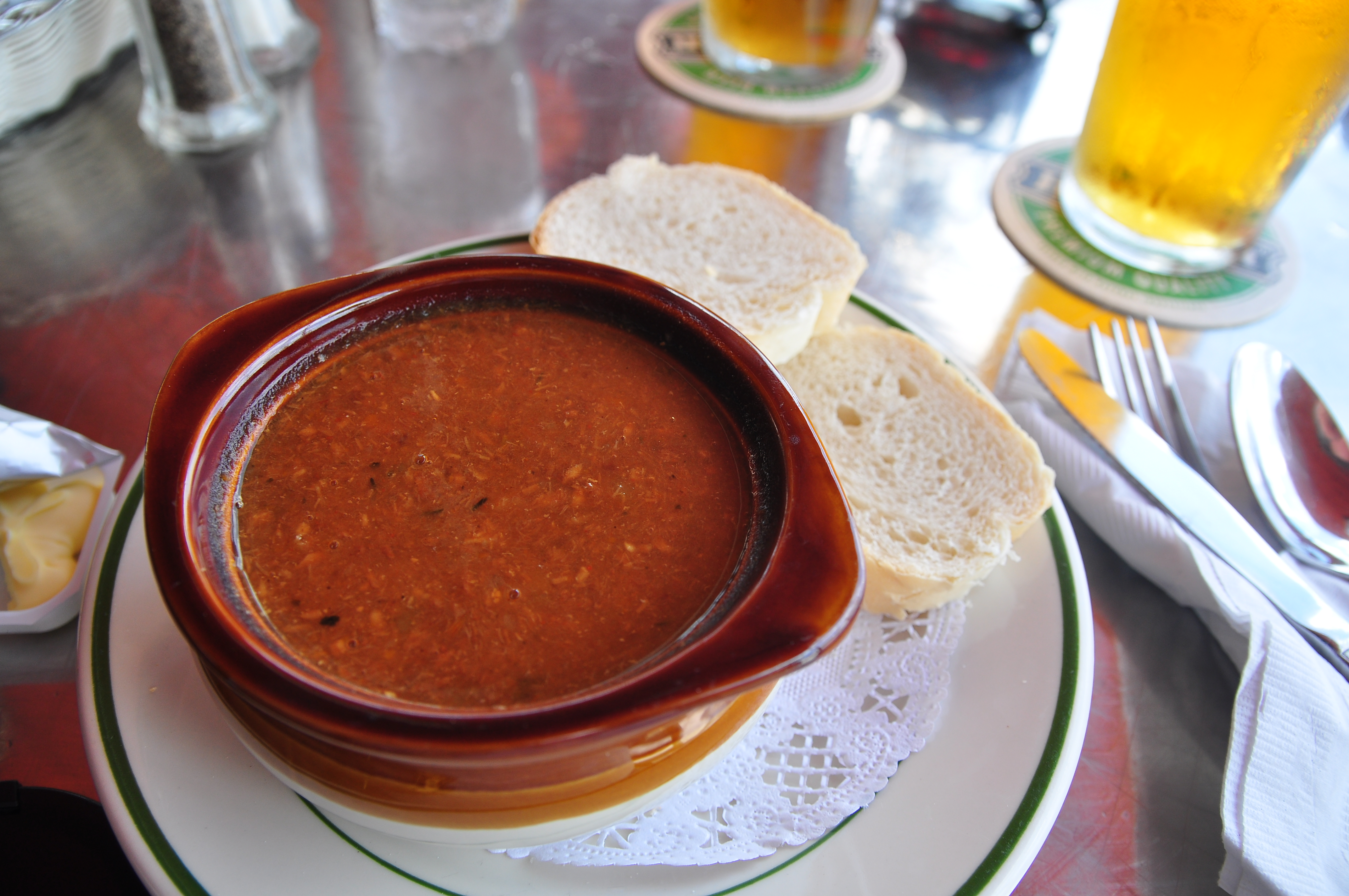
Chowder cá Bermuda

Được coi là một món ăn quốc gia của Bermuda,  các thành phần chính trong chowder cá Bermuda bao gồm cá, cà chua và hành tây được ướp với rượu rum đen và sốt tiêu Sherry. Món ăn có nguồn gốc từ Anh, và được thực dân đưa đến Thế giới mới.

### Chowder nghêu
Chowder nghêu được chuẩn bị với nghêu, khoai tây thái hạt lựu, hành tây, và đôi khi cần tây. Nó có thể được chuẩn bị như một món súp kiểu kem hoặc nước dùng. Một số biến thể của Chowder nghêu tồn tại, bao gồm cả Chowder nghêu New England, đó là một món súp kiểu kem; Chowder nghêu Manhattan, một món súp kiểu nước dùng được chế biến bằng cà chua, rau và nghêu; Chowder nghêu đảo Rhode, một loại súp kiểu nước dùng được chế biến bằng cà chua và nghêu không có rau, và thay vào đó là một món súp kiểu nước dùng đơn giản sử dụng ngao;  Chowder nghêu New Jersey; Chowder nghêu Delaware; Chowder nghêu Hatteras; và Chowder nghêu Minorcan. Ở Chowder nghêu Connecticut, sữa được sử dụng thay vì kem. Chowder nghêu New Englandđược làm trong một loạt các phong cách.
Chowder nghêu có thể được chế biến với nghêu tươi, hấp hoặc nghêu đóng hộp.  "Rượu nghêu" từ nghêu hấp hoặc đóng hộp có thể được giữ lại để sử dụng trong súp,  và nước nghêu tươi hoặc đóng chai có thể được sử dụng.  21 tháng 1 là Ngày Chowder nghêu New England Quốc gia.

Vào cuối những năm 1800, món nghêu được giới thiệu ở New Zealand như một món ăn "Mỹ" và đã trở thành không thể thiếu đối với ẩm thực New Zealand. Một biến thể của chowder ngao New Zealand là "pipi chowder", còn được gọi là "súp pipi" được làm từ nghêu lướt sóng New Zealand. "Pipi" xuất phát từ tên Maori bản địa cho động vật có vỏ. Mặc dù có mối quan hệ lịch sử mạnh mẽ giữa New Zealand và Úc, món nghêu gần như chưa từng thấy ở Úc và vắng mặt trong thực đơn nhà hàng Úc.

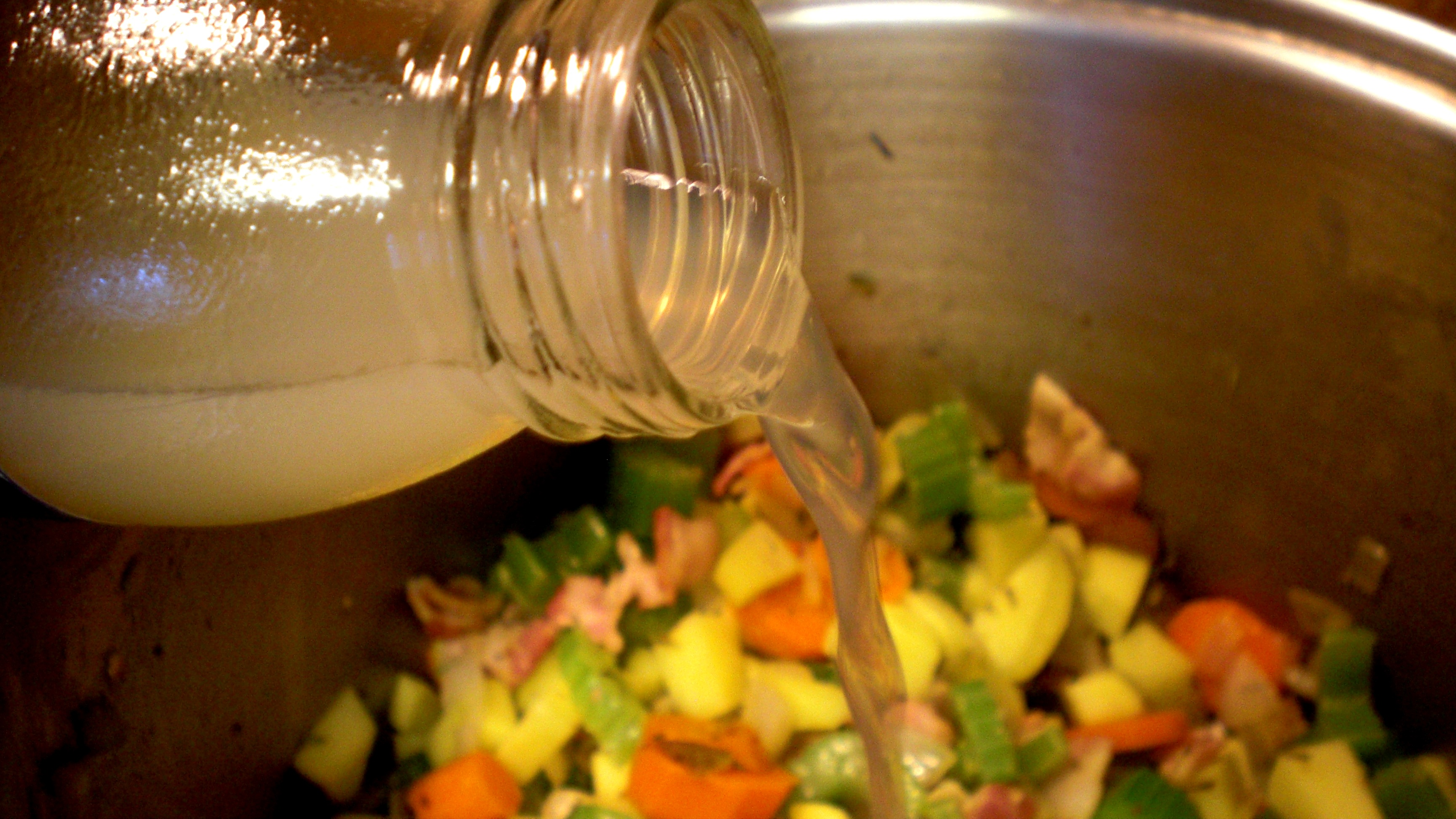
Nước nghêu đóng chai đang được sử dụng để điều chế ngao
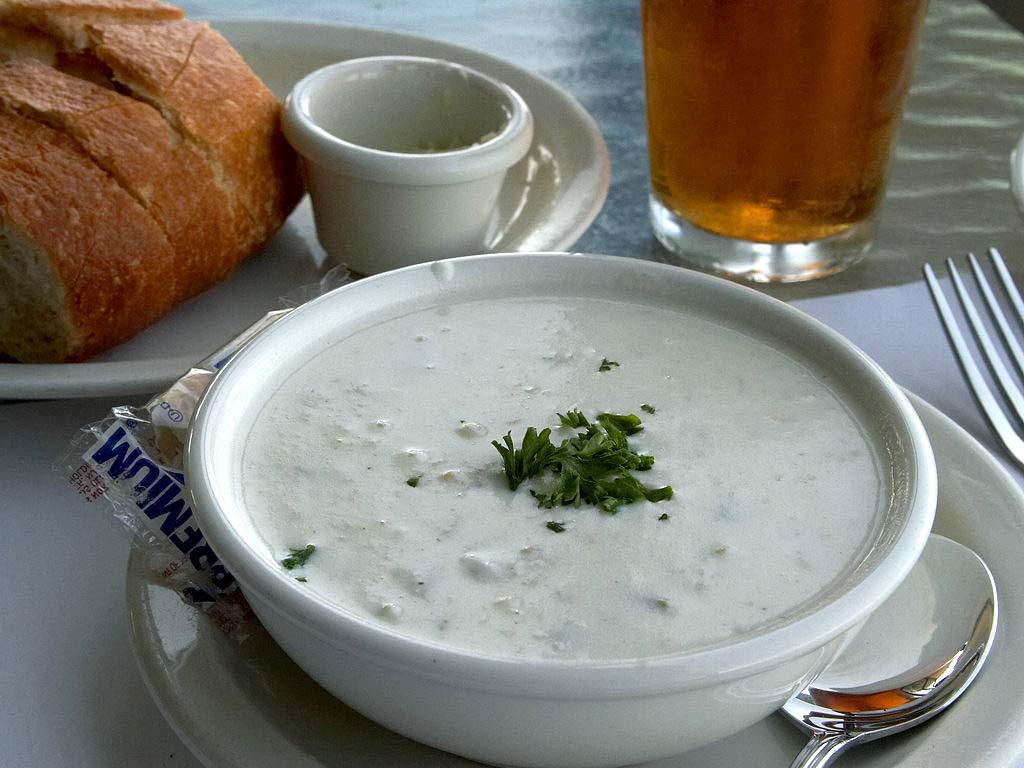
Chowder nghêu New England
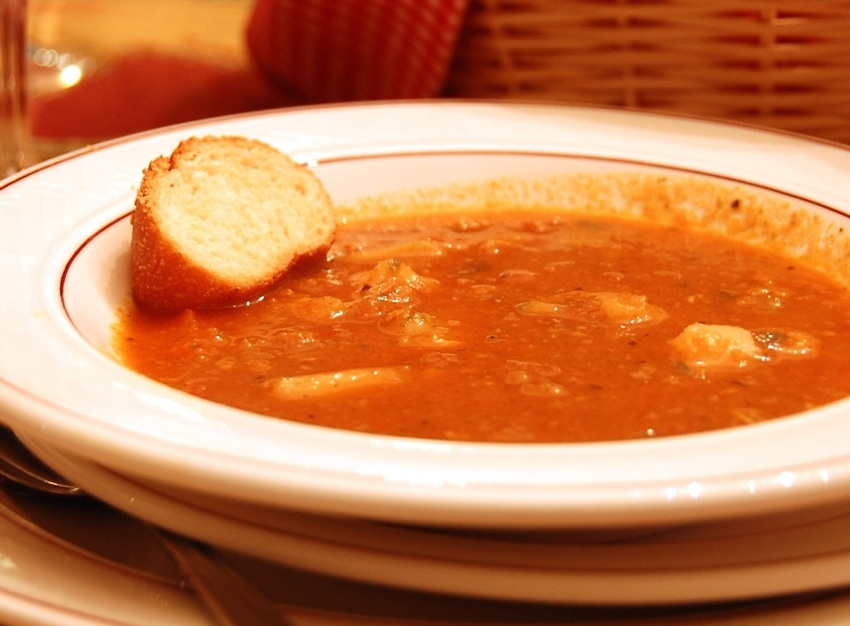
Chowder nghêu Manhattan

### Chowder ngô
Chowder ngô có nhất quán tương tự với chowder nghêu New England, với ngô được sử dụng thay vì nghêu. Các loại rau bổ sung có thể được sử dụng trong chế phẩm của nó bao gồm khoai tây, cần tây và hành tây.  Một số được chuẩn bị bằng cách sử dụng thịt xông khói như một thành phần.  Bột ngô có thể được chuẩn bị với ngô tươi, đông lạnh hoặc đóng hộp.  

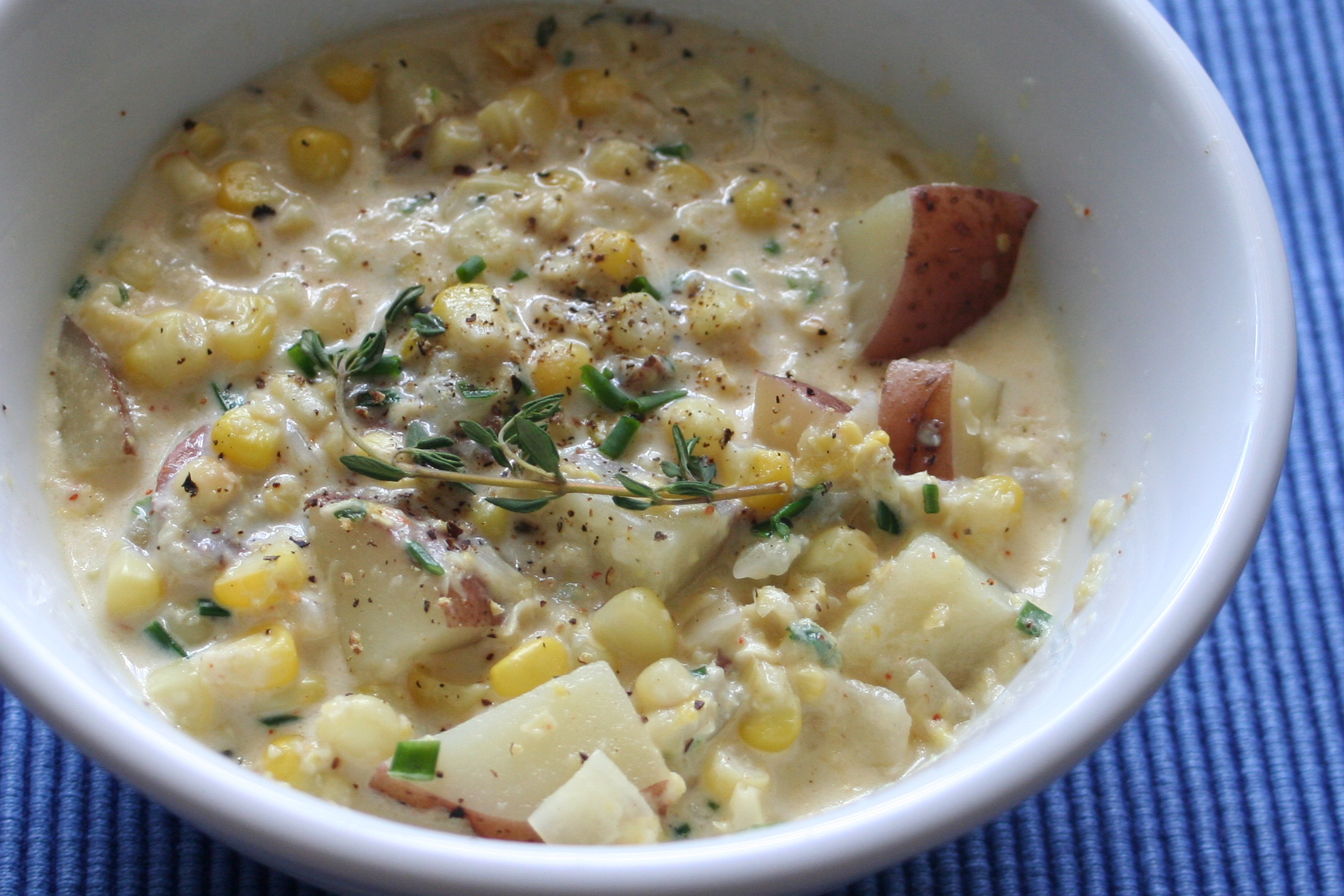
Chowder Ngô nướng và khoai tây
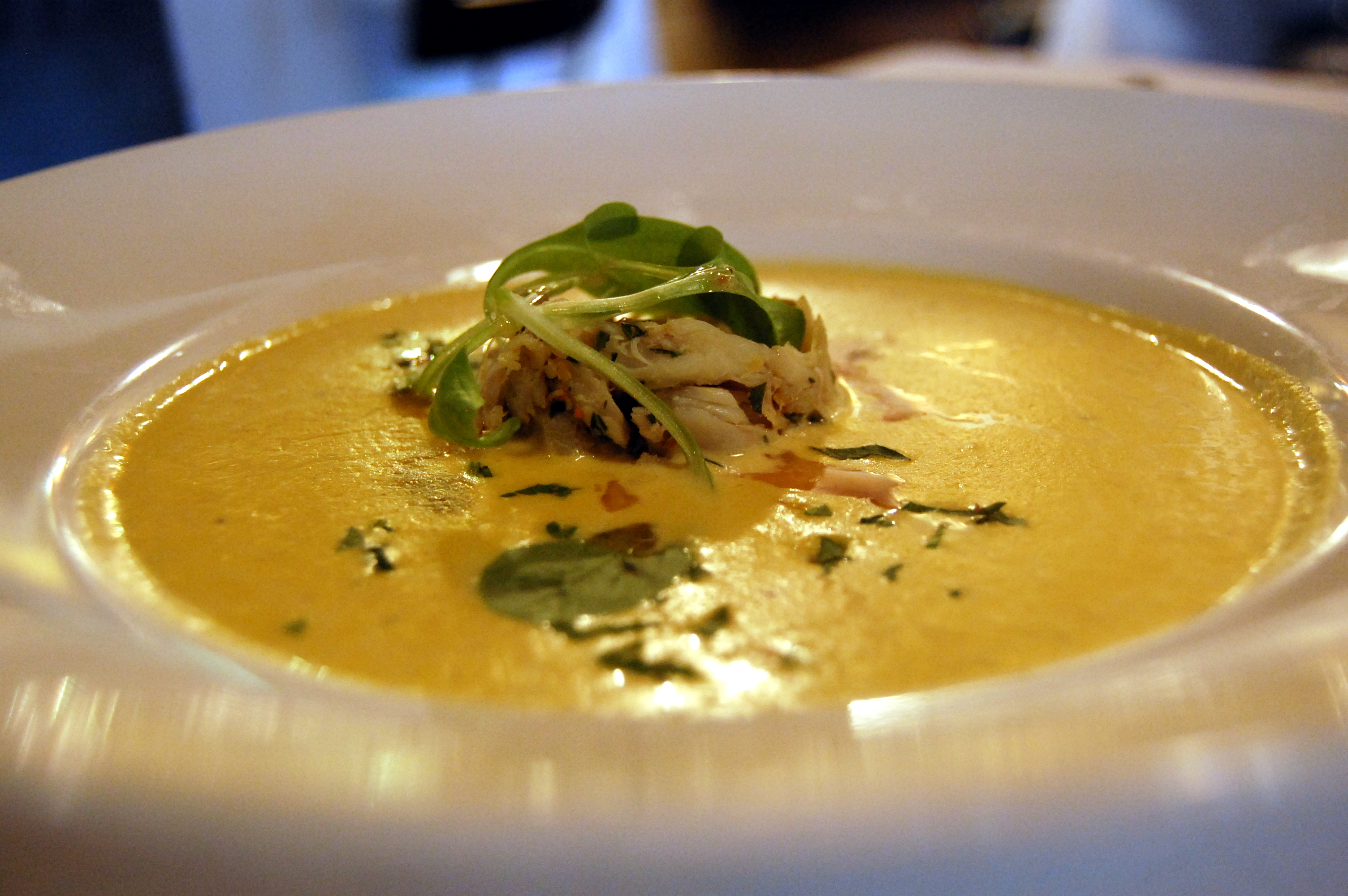
Chowder ngô với cua

### Chowder cá
Chowder cá được chuẩn bị với cá như cá hồi hoặc cá tuyết, và tương tự như chowder nghêu trong thành phần và kết cấu. Thành phần được sử dụng trong chowder cá có thể bao gồm khoai tây, hành tây, cần tây, cà rốt, ngô và thịt xông khói. 

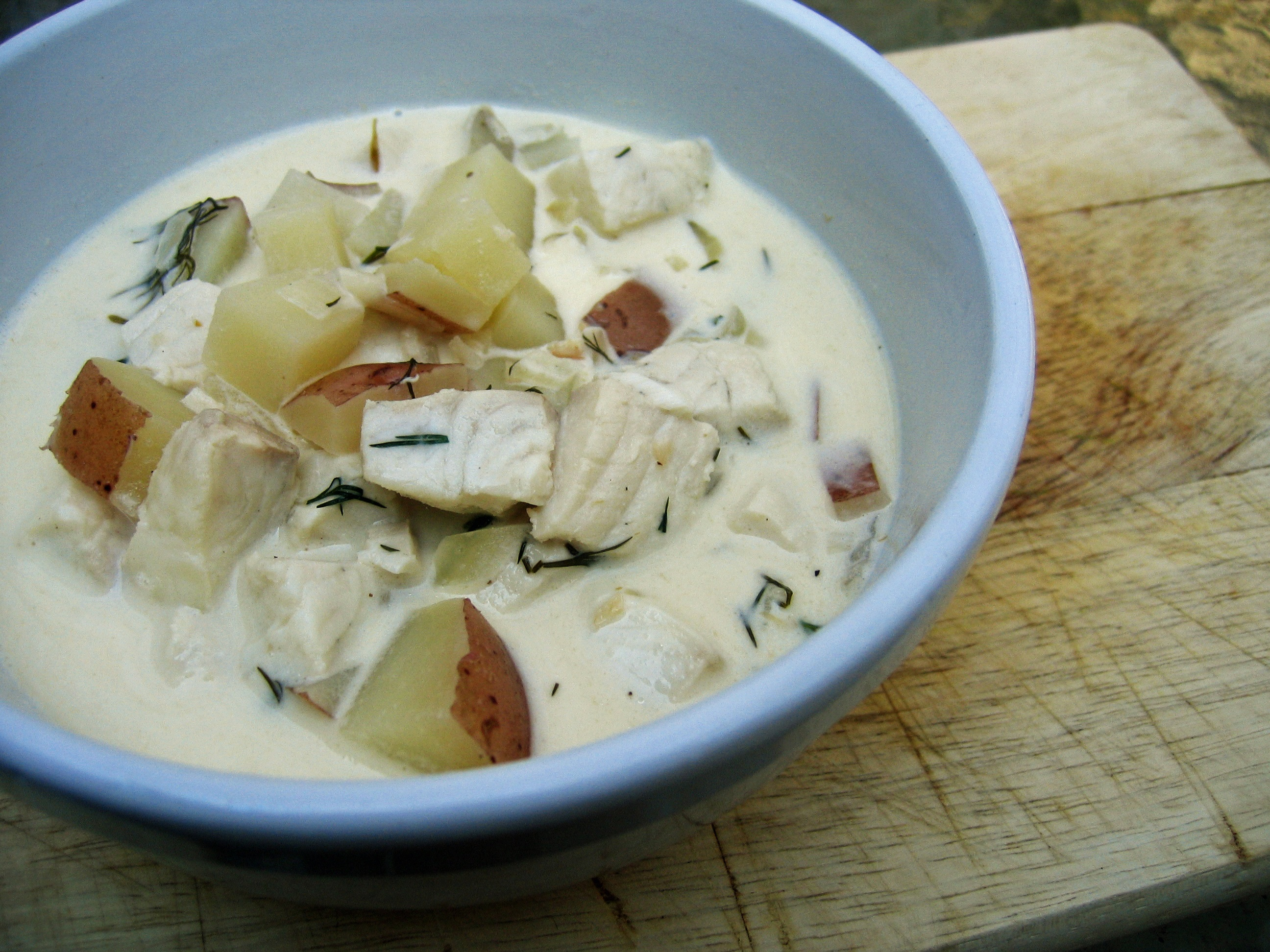
Một bát chowder cá, với cá rô phi, khoai tây đỏ, thì là băm nhỏ và các thành phần khác

### Chowder cá hồi hun khói
Một món ăn phổ biến trong ẩm thực Tây Bắc Thái Bình Dương, chowder cá hồi hun khói có màu đỏ từ bột cà chua và được chế biến với cần tây, tỏi, tỏi tây, hẹ, khoai tây và cá hồi hun khói Alaska. Các loại cá hồi hun khói nổi tiếng nhất được sản xuất tại Chợ Pike Place và bởi Ivar's Salmon House, cả ở Seattle, Washington.

### Chowder nam Illinois
Chowder nam Illinois, còn được gọi là "chowder trung tâm thành phố", là một món hầm hoặc súp dày rất khác với các chowder New England và Manhattan. Thành phần chính là thịt bò, thịt gà, cà chua, bắp cải, đậu lima và đậu xanh.  Theo truyền thống, thịt sóc là một bổ sung phổ biến. Nam Illinois chowder là một món ăn thịnh soạn đã được mô tả là có phong cách gần gũi hơn với burgoo và Brunswick hầm hơn so với các hợp âm ven biển.

### Chowder Hải sản
Chowder hải sản được chế biến với nhiều loại hải sản làm nguyên liệu chính,  và có thể được chế biến dưới dạng chowder kiểu nước dùng hoặc kem. Đây là một thực đơn phổ biến ở New Zealand sử dụng hải sản trộn sẵn, được gọi là "hải sản marinara", "marinara mix", hoặc đơn giản là "marinara". Những thuật ngữ này là duy nhất đối với New Zealand, Úc và Nam Phi.

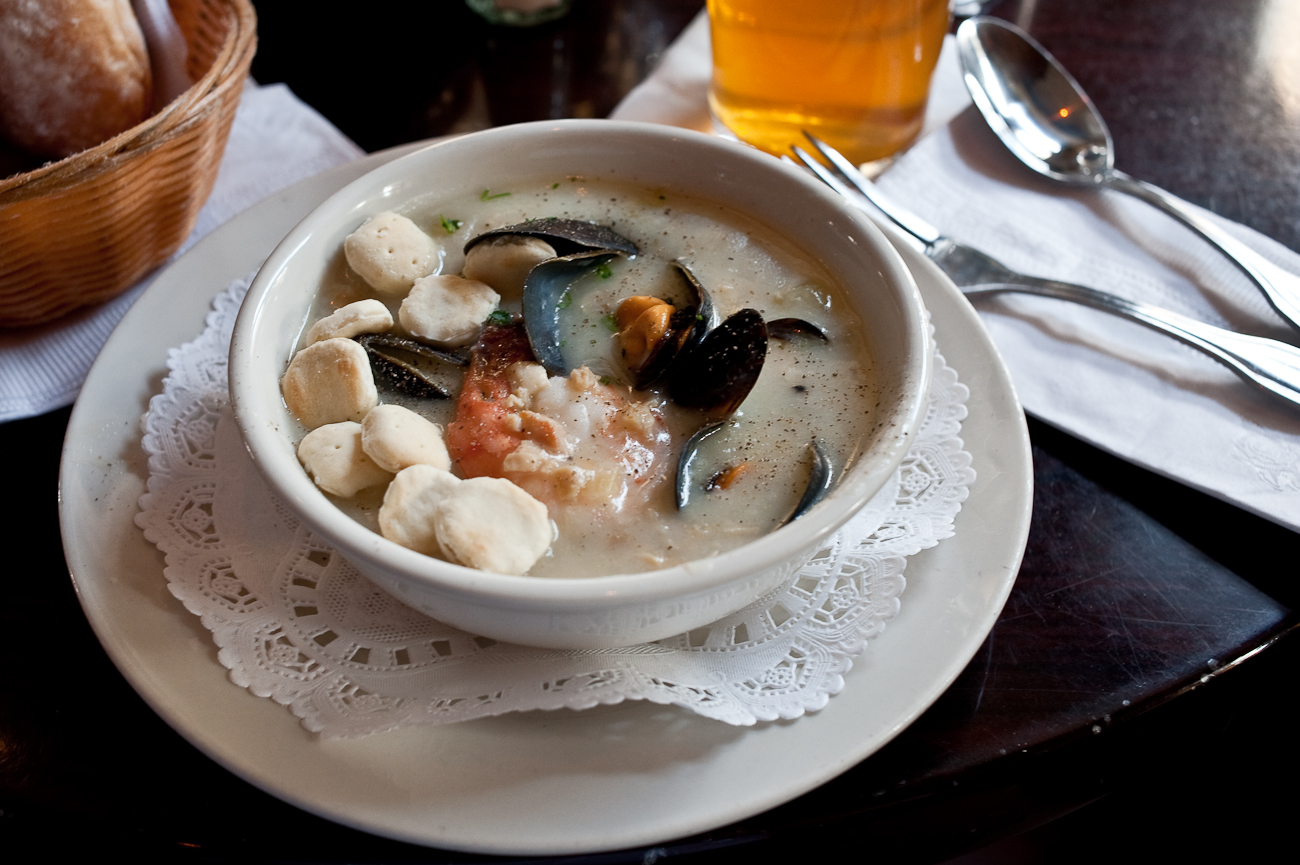
Một chowder hải sản kiểu kem tại một nhà hàng, được phục vụ với bánh quy hàu trong bát bên trái
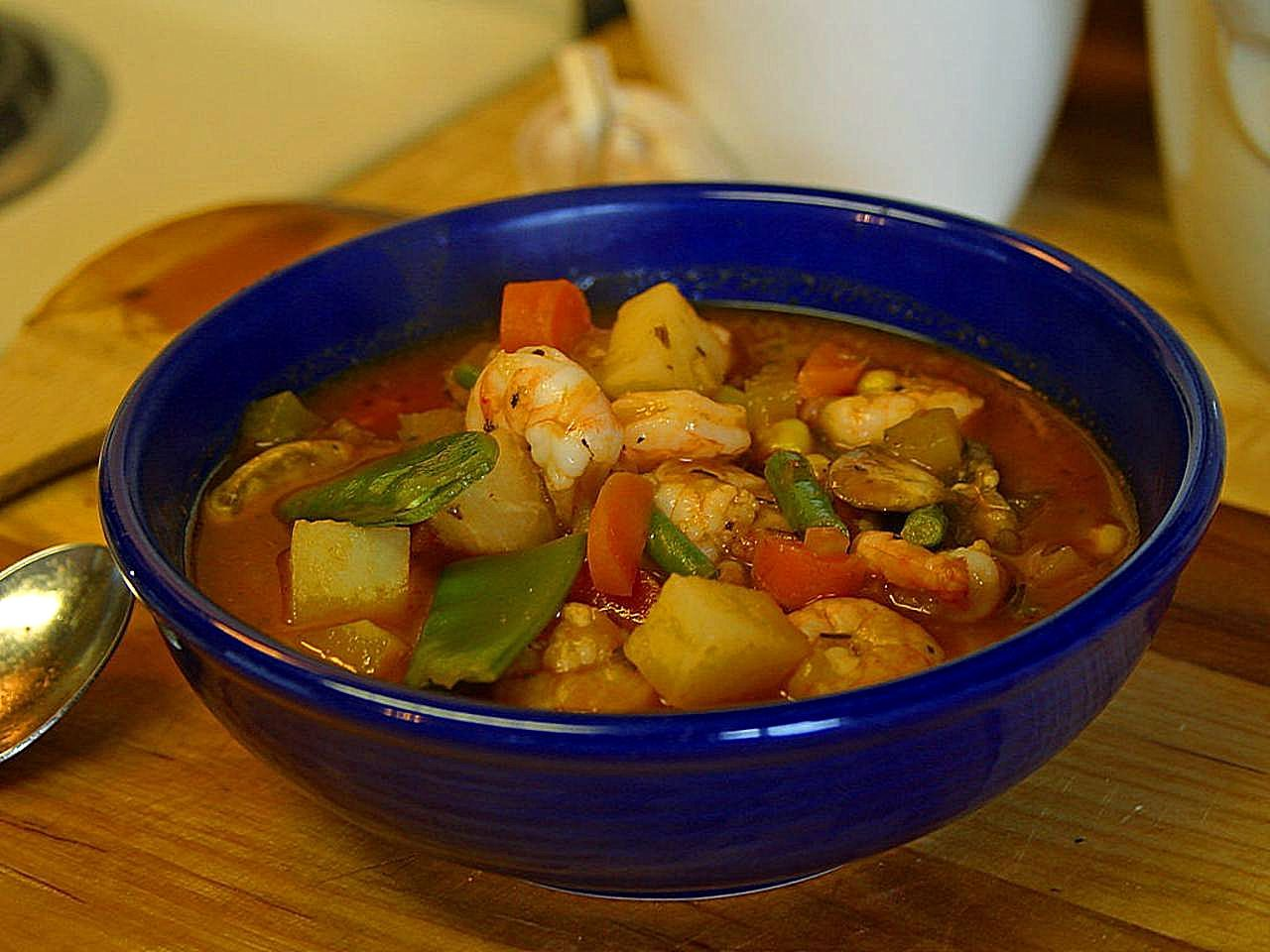
Một chowder hải sản kiểu nước dùng chuẩn bị với tôm
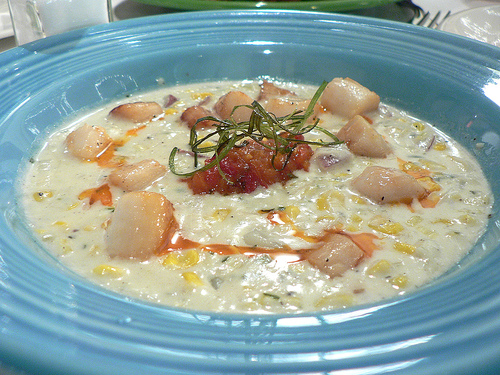
Một chowder hải sản kiểu kem được chuẩn bị với sò điệp và ngô

### Chowder haddock được nêm gia vị
Bột gia vị haddock được làm bằng philê cá tuyết, cà rốt, khoai tây, bột mì, lá nguyệt quế, hạt tiêu, mù tạt, và gia vị thêm vào sữa và nấu trong nồi với bơ.

### Các loại khác
Nhà hàng White Castle phục vụ chowder khoai tây và thịt xông khói.

## Sử dụng nghêu chế biến trước
Ở Bắc Mỹ, khi mọi người di chuyển về phía tây, một số chế phẩm tự chế của chowder truyền thống đã sử dụng ngao đóng hộp hoặc đóng chai khi nghêu tươi không có sẵn.  Ở một số nơi, các thành phần đã được sửa đổi dựa trên các thực phẩm có sẵn khác tại địa phương như cá hồi, ngô và thịt gà.

## Các phiên bản thương mại
Sản xuất hàng loạt, giống đóng hộp của chowder được sản xuất và purveyed cho người tiêu dùng, chẳng hạn như của Campbell và Progresso của New England Clam Chowder,  giữa các nhãn hiệu khác.